# Giornata nein
Giornata nein (укр. «День „найн“») — пісня та сингл італійського співака і кіноактора Адріано Челентано, яка увійшла до його альбому «Uh… uh…» 1982 року.

## Про пісню
Пісня стала першим треком альбому Адріано Челентано «Uh… uh…» 1982 року. Композитором пісні став Джанкарло Бігацці, він написав переважну більшість пісень «Uh… uh…», а аранжувальником був Пінуччіо Піраццолі. Пісня була записана Челентано під впливом «нової хвилі», дуже популярного на той час серед багатьох музикантів музичного напрямку. Вона виконана у стилі синті-поп, що відносився до електронної музики, яка у свою чергу була основою «нової хвилі», що було присутнє у більшості альбомів Челентано 1980-х років. Пісня є маловідомою у творчості Челентано, до пісні не був знятий відеокліп, вона ніколи не виконувалася співаком наживо й надалі не потрапляла до його збірок. Також не існує відомостей щодо її потрапляння у чарти.

## Складова
Персонаж пісні розказує про свої «невдалі дні», тобто про своє невдале одруження та розлучення, де його колишня дружина не дає йому бачитися здвома його дітьми, і про щоденні соціальні та побутові проблеми (підвищення податків, катастрофи, затори на дорогах).

## Сингл
1982 року «Giornata nein» вийшла як сингл (маркування 104 721, 104 721-100) разом з піснею «Donna Di Un Rè» (сторона Б) на 7-дюймовій LP-платівці, під лейблами «Ariola» в Європі та «Arabella» у Франції.

## Трек-лист
Європейський та французький 7-дюймовий LP-сингл:
Сторона А
«Giornata Nein» — 4:40 (композитор Джанкарло Бігацці)
Сторона Б
«Donna Di Un Rè» — 3:30 (текст: Крістіано Мінеллоно, музика: Адріано Челентано)

## Учасники запису
- Вокал — Адріано Челентано
- Композитор — Джанкарло Бігацці
- Аранжування — Пінуччіо Піраццолі
- Продюсер — Мікі Дель Прете

## Технічні дані
- Компанія звукозапису — Ariola Eurodisc GmbH
- Авторські права на запис — Ariola Eurodisc GmbH
- Публікація — Sugar Musik, Luna Park
- Виробник грамплатівки — Sonopress